# 이대광 (축구 선수)
이대광(李大光, 2003년 2월 23일~)은 대한민국의 축구 선수로, 포지션은 센터포워드, 오른쪽 윙어, 왼쪽 윙어이다. 현재 K리그1 대전 하나 시티즌 소속이다.